# 郎咸平
郎咸平（1956年6月21日—），生於臺灣桃園縣（今桃園市），籍貫山東濰坊，經濟學與財務學家，曾任香港中文大學財務學講座教授，研究公司治理和金融，并在华盛顿任世界銀行顾问。

## 個人背景
郎咸平父母曾就讀張學良創辦的東北大學，其父親之後加入國軍，1949年隨中華民國政府來到台灣，曾是駐守「馬祖前線」的五個團的團長之一，後晉升至中華民國空軍少將。母親由敬庸來台灣後，任教於台北市中山女中多年, 後轉教建國中學，擔任化學教師。

郎咸平在桃園出生，台北市長大，高中考取成功高中，因其母親於建國中學任教，以特殊規定轉學至建國中學，高中畢業後考取東海大學經濟學系，1978年獲得東海大學學士學位。考取國立台灣大學經濟學研究所，于1980年获得國立台灣大學碩士學位。在大學畢業之後，曾以中華民國國軍少尉軍階在馬祖服兵役兩年。經其同學鄭家鐘介紹，曾在《工商時報》任職記者，主跑財經新聞。1983年，離開台灣至美國宾夕法尼亚大学沃顿商学院留學，于1986年獲得财务管理博士学位。毕业后执教于包括美國密歇根州立大学、俄亥俄州立大学、纽约大学、芝加哥大学等学府。
1994年，至香港中文大學任教，取得香港居留權時，放棄美國國籍。。後續郎咸平發展與台灣無關。

郎咸平自我認定是台灣外省人。他在自己的談話性節目「郎咸平說」上說，如果在中國大陸有人問：「郎教授你哪兒人？」，郎咸平會直覺反應回答：「我是山東濰坊，而不會說是台灣」。

## 家庭
郎咸平為家中么子，有一姐一兄。2022年4月，“上海封城”期間，其母親因腎臟問題就醫，但無法取得核酸檢測報告，在上海的醫院急診室門口等待4小時，無法救治後過世。而在其母親死前數日，郎咸平才剛稱讚過中國的防疫措施成功。2022年7月，郎咸平離開上海前往香港定居。
郎咸平有过多段婚姻，其中和張瑋在香港結婚時尚未和在美國的原配黃綺萍離婚，有重婚的嫌疑。到2007年被黃綺萍發現後，郎咸平才與張女士離婚。2017年，郎斥资超8,000万港元在香港购房。，郎有两个儿子郎世玮和郎世杰，两人在上海开设了赫悠投资公司。

## 在公共媒体的主要理论
郎咸平多次公开表示他在宏观经济学上信奉马克思的“科学共产主义”和“资本主义经济危机不可避免理论”，相信大政府比小政府更能为社会带来公正和福利，而小政府是纵容金融资本侵害小股东利益，最终会导致经济危机。这是他被评论为新左派的主要原因。然而2014年，他开始在节目中支持政府简政放权，支持具有充分监管能力的小政府化。
郎咸平在其2005年在清华大学的讲演中，从历史的角度分析了“马克思主义”冲击“原始资本主义”而造就了“现代资本主义”的进程。认为， 改革开放“让一部分人先富起来”的先决条件： 就是其他人不能变得更贫穷。

## 职业生涯
1994年担任香港中文大学教授。
1998－2001任世界银行、深圳证券交易所和香港政府財經事務局公司治理顾问，研究公司治理以及保护小股民权益。
2004年，郎咸平成为香港中文大学和中国长江商学院合聘教授。
2004年8月，上海电视台《财经郎闲评》开播，据央视系统的收视调查公司的调查，节目开播三个月，收视已跃上一点五，频频跻身上海有线电视节目收视率排行前三名。
2006年初，因郎咸平准备在节目中揭露上海时任政府私自挪用社保基金的黑幕，导致《财经郎闲评》节目被中断停播。
2005年媒體報道他涉嫌抄襲大陸王吉舟的財經文章在香港《太陽報》連續多週發表。
2009年6月，郎咸平复出，与广东卫视主持人王牧笛合作主讲广东卫视聊天式新闻评论节目《财经郎眼》，特邀评论嘉宾包括经济学博士、民建中央经济委员会副主任、中国中央电视台财经频道评论员马光远，《上海证券报》评论主编时寒冰博士，北京航空航天大学管理学院王福重教授，《新周刊》总主笔闫肖锋，和资深媒体人石述思等经济界人士。

## 争议言論
对郎咸平的争议包括他的部分深度洞察幕后操作的观点。比如郎咸平指出波罗的海指数是美国人在操纵，而不是一些媒体为了混淆视听拿运费上涨为起因的解释。
另外也包括他过于犀利的抨击中国大陸经济中一些行业的弊病，包括银行业、保险业、证券业等，引起利益相关人士不满。

### 主要公众事件

#### 站风波
先后站台泛亚有色金属交易所的庞氏骗局、快鹿、望洲财富，被网友评为“江左霉郎”

#### 郎顾之争风波
2004年8月9日，郎咸平在复旦大学发表演讲，点名指责格林柯尔董事局主席顾雏军在收购科龙、美菱等4家公司中使用了欺骗手段，席卷国有资产。顾雏军强硬回应，由此引发了“郎顾之争”。郎顾之争”以顾雏军锒铛入狱暂停。 2019年4月10日，顾雏军案重审，撤销其中两项罪名，保留有期徒刑5年。

#### 为郭美美母女洗白事件
郭美美曾因在微博以“中国红十字会商业总经理”的身份炫富，将“红会”带入舆论漩涡。2011年8月，郎咸平专访郭美美母女。节目中，郎咸平一改往日犀利的形象，主动帮助郭家母女澄清王军与红十字会的关系，并助推塑造了郭家妈妈的“股神”形象。

#### 国有资产流失
2004年因在中国大陸发表多篇批评中国国有企业产权改革过程中所出现的国有资产流失现象的文章而成为媒体焦点。他的观点引发中国大陆学术界、企业界和民间的不同反响，一些人将其称为“郎监管”（这个称呼之前早已因屡次为香港中小股民发声被港媒叫响）、“中小股民利益的保护者”和新左派人物，但也有人批评其对中国大陸的经济发展状况缺乏了解，甚至批评他借题炒作出风头。
2007年以来，郎咸平在其多次演讲中，以“二元经济”对中国大陸数年来的经济发展状况进行分析，并提出“6+1产业链整合”作为对策。
2001年起开始重点研究中国大陸大型国有企业的产权改革问题，2004年8月9日在上海复旦大学发表题为《格林柯尔：在‘国退民进’的盛宴中狂欢》的演讲，以格林柯尔为案例讲述大型国有企业如何在产权改革过程中资产被私人所侵吞，致使股市中小股民利益受损等问题，并倡导立即停止目前的产权改革，而应建立一套国有企业职业经理人制度。之后郎咸平又点名批评TCL、海尔、长虹、科龙等几家较大规模国有企业产权流失严重的问题。
2004年，郎咸平开始在上海电视台第一財經頻道主持财经评论节目《财经郎闲评》，引起轰动。该节目于2006年被以郎的“普通话不过关”为由而遭到有关部门停播。2009年6月开始在广东卫视推出聊天式新闻评论节目《财经郎眼》，继续以不太标准的普通话表达见解。郎咸平还曾在上海电视节目中直指出有人挪用上海社保基金。
2005年初，国资委对国有资产的管理层收购加以限制，据认为受到了郎咸平引发的论战所影响。最近，这方面的规则稍有放松。许多遭抨击的企业家，早就试图压制郎咸平的评论。此前，上海电视监管部门一直在抵制这种压力。中国大陸许多“新左派”人士热情支持郎咸平对出售国有资产的批评。
2008年开始，郎咸平对中華人民共和国政府应对全球金融危机的举措猛烈批评，尤其对四万亿“基础设施建设大跃进”完全否定。这之后他开始多次抨击中華人民共和国政府的运作效率和腐败无能，揭露垄断央企的贪婪和盲目投资，他试图劝告中華人民共和国政府应利用其掌握的强大资源来维护社会公平，不过这次他没有得到政府有关部门的回应，他的建议也基本不被采纳，他的电视节目也开始经常被停播。这期间，他几乎在每场演讲中都会微笑着告诉观众：“你们都完了！都完了知道嘛？！没有办法，不要问我有什么办法，我稿费会涨，我不会完，谁让你们之前不听我的？！”这在郎2008年之前的演讲中是不曾出现过的。
2014年以来，钢铁企业产能过剩、基础设施项目亏损、银行贷款坏账问题显露，郎咸平对四万亿刺激计划的抨击部分得到印证。

#### 二元经济说
郎咸平最近几年在各地的演讲不断的指出了中国大陸近年来的房产和股市的“虚热”是由于中国大陸逐渐走向了一个“二元经济体系”。一方面，地方政府为了体现自己的成绩以及表示响应中央政府的GDP政策，不断的把资金引导到基础建设，而忽略了民营企业的生存状态。另一方面，因为利率的不断提高（为了收回流动性），更加使得民营企业难以取得贷款，来自各方的金钱不断的涌入股市和楼市，更加促进了一个巨大泡沫的形成。

#### 中国大陸国际化危机
郎咸平对于中国大陸的国际化相对保持“批评”的态度。他的主要理念在于很多中国大陸企业和地方政府不曾理解国际化的本质，或者用他的话来说“农田在通水以前没有挖好沟渠”。比如“外资”通过贱价或者股市操作收购很多国有资产，造成日益严重的资产流失，还有国际产业链的分工等。
郎咸平认为国际上的金融炒家，例如索罗斯的量子基金，是外汇比价、大宗商品、贵金属价格距离波动的主要推动者，并且郎咸平认为他们背后是有各国金融势力长期支持的，所以有“金融战争”的意味，这些金融战争对一个国家的兴亡起着关键作用，他和《货币战争》一书的作者宋鸿兵一起被部分人士冠以“阴谋论者”之名。
面对2008年国际油价，物价，粮食和部分货币的不断升值，郎咸平指出其背后很有可能是一个由“国际金融炒家”所操控的一个局面。而中国大陸部分行业，比如钢铁业则受到了严重的影响。

#### 企业战略
郎咸平多次以南韓企业的崛起为典范，批评了不少中国大陸新兴企业。他主张学习跨国公司的做法，把企业切割“工序流程”化，让企业不再纠结于一两个领导的能力，维持长期经营性，同时也焕发创新力。
郎曾幽默的说过：“……幻想一下我们走了韩国的路……如果中国每个省都能出一个三星，一个LG，那么中国不需要高科技，都可以成为世界上的超级强权。”
郎也批评了部分国企的“品牌战略”，指出品牌不是一个企业走向成功的原因，而是其“工序流程化”的结果。

## 社会反响

### 中国大陸企业界反应
郎咸平多次在国内演讲，经中国大陸多家地方媒体转载或报导之后引起巨大反响，郎咸平是因抨击贱卖国有资产给私营企业家而著称，他被许多人尊称为“郎监管”。

### 中国大陸经济学界反应
在中国大陸经济学界，主要认为郎咸平的专业领域不是中国大陸的经济制度，他对中国大陸的情况缺乏了解，他对国有企业改制的观点基本不获得认同。一开始重要经济学家都保持沉默，但之后他们发现郎咸平似乎会影响中国大陸的基本国策，于是他们开始批判他的理论，试图挽回形势，在进行学术批判的同时，并说其有“哗众取宠”、“沽名钓誉”之嫌。现在来看，他们的这些挽回努力基本无效果。
- 吴敬琏：郎的总判断是‘中国大陸的社会5000年来没这么坏过’，他的理由一是单纯发展经济的路线；二是市场化。市场化的改革使得著名的企业几乎无一漏网，都是盗窃国有资产；医疗改革市场化，人们看不起病；教育改革以市场化为手段，结果是教育部门的人通过教改大肆搜刮、中饱私囊，包括中国大陸目前这种‘人吃人’，侵吞弱势群体的水平上升到恶意侵吞民有资产的行政暴利手段合法的超高水平，总之极其严重[20]。

### 中国大陸相关政府部门的反应
2004年8月郎咸平质疑国企产权改革引爆论战后，9月17日国资委新闻处处长金思宇在参加中国企业联合会举行的“第三届全国企业文化年会”新闻发布会上接受记者采访时回应说：“我们一直都在密切关注事件的最新进展”，被认为是首位国资委人士对外界的公开表态。金思宇表示对于8月以来有关这场论战的每个细节他都谙熟于心，“这场争论从学术界角度来看，是有意义的，但很遗憾，现在已经有学者将争论上升到人身攻击的层面了，这是我们不愿意看到的。”